# Rasual Butler
Rasual Butler (ur. 23 maja 1979 w Filadelfii, zm. 31 stycznia 2018 w Los Angeles) – amerykański koszykarz, występujący na pozycjach rzucającego obrońcy lub niskiego skrzydłowego.
W 2002 roku został wybrany w trzech draftach do różnych lig. W drafcie NBA, został wybrany z numerem 53 przez Miami Heat, CBA z numerem 33 przez Yakima Sun Kings, USBL z numerem 40 przez Glens Falls Adirondack Wildcats.
28 września 2015 roku podpisał umowę z zespołem San Antonio Spurs. 9 marca 2016 roku został zwolniony przez zespół z Teksasu.
Zginął 31 stycznia 2018 w wypadku samochodowym, razem z żoną Leah LaBelle, piosenkarką, uczestniczką programu telewizyjnego American Idol.

## Osiągnięcia
Na podstawie, o ile nie zaznaczono inaczej.
NCAA
- Wybrany do:
  - I składu:
    - Atlantic 10 (2001, 2002)
    - turnieju:
      - Paradise Jam (2002)
      - Atlantic 10 (2002)

  - III składu All-Atlantic 10 (2000)

D-League
- D-League Impact Player of the Year (2013)[5]
- Zaliczony do składu D-League Honorable Mention (2013)[6]